# Air Supply
Az Air Supply egy ausztrál/brit rockegyüttes. Főleg szép, lírai dallamaikról és szerelmes szövegeikről lettek híresek. 1975-ben alakultak meg Melbourne-ben. Leghíresebb daluknak az "All Out of Love" és a "Making Love Out of Nothing at All" számítanak. Soft rock, pop és "adult contemporary music" műfajokban játszanak.

## Története
Alapító tagjai: Chrissie Hammond, Russell Hitchcock, és Graham Russell. Ők hárman a Jézus Krisztus Szupersztár musical közben találkoztak össze, és elhatározták, hogy megalapítják saját együttesüket. Hammond és Hitchcock gitározott, Russell énekelt. Hammond nem sokkal később kiszállt a zenekarból, hogy új zenei társulatot alapítson, "Cheetah" néven. Helyére Jeremy Paul basszusgitáros-énekes került. Hitchcock, Russell és Paul vezetésével végül megalakult az Air Supply (jelentése nagyjából: "Levegő szolgáltatás"). Első dalukat 1976-ban adták ki, melyet nem sokkal később, még ugyanebben az évben az első nagylemezük követett. Ezután nem sokkal koncertezni kezdtek, a tagok mellett még Nigel Macara játszott az Ariel-ből és a Tamam Shud-ból, illetve Brenton White gitározott.
Második stúdióalbumuk 1977-ben került a boltok polcaira. Brenton White helyére Alan Kendall került. Harmadik albumaikon újra felvett dalok hallhatóak. Koncertezésük közben Jeremy Paul kiszállt a zenekarból, így az ekkori felállás a következő volt: Russell Hitchcock, Nigel Macara, Graham Russell, Rex Goh - gitár, Joey Carbone - billentyűk, Robin LeMesurier - gitár, Howard Sukimoto - basszusgitár. Sűrűek voltak a tagcserék az Air Supply soraiban, jelenleg csak Russell és Hitchcock képviselik a zenekart. Lemezkiadóik: Arista Records, Giant Records, A Nice Pear Records, EMI. Diszkográfiájuk tizenhét nagylemezt, két koncertalbumot és 12 válogatáslemezt tartalmaz.
Különlegességként megemlítendő, hogy Russell Hitchcock kijelentette egy interjúban, hogy ki nem állja, hogy a "soft rock" műfajjal illetik a zenéjüket.

## Tagok
Jelenlegi felállás:
- Russell Hitchcock - ének (1975–)
- Graham Russell - ének, gitár (1975–)

## Diszkográfia
- Air Supply (1976)
- The Whole Thing's Started (1977)
- Love & Other Bruises (1978)
- Life Support (1979)
- Lost in Love (1980)
- The One that You Love (1981)
- Now and Forever (1982)
- Air Supply (1985)
- Hearts in Motion (1986)
- The Christmas Album (1987)
- The Earth is... (1991)
- The Vanishing Race (1993)
- News from Nowhere (1995)
- The Book of Love (1997)
- Yours Truly (2001)
- Across the Concrete Sky (2003)
- Mumbo Jumbo (2010)